# Norsjövallen
Norsjövallen is een plaats in de gemeente Norsjö in het landschap Västerbotten en de provincie Västerbottens län in Zweden. De plaats heeft 103 inwoners (2005) en een oppervlakte van 21 hectare. De plaats ligt aan de rivier de Norsjöån.

## Verkeer en vervoer
Bij de plaats loopt de Länsväg 365.